# Shaq Fu
Shaq Fu est un jeu vidéo de combat en 2D développé par Delphine Software, sorti sur Mega Drive, Game Gear, Game Boy, Super Nintendo, Amiga et Amiga 1200 en 1994. Le héros du jeu est le joueur de basket-ball Shaquille O'Neal. Malgré cela, on ne joue pas au basket-ball dans le jeu.

## Système de jeu
Alors qu'il va aller jouer au basketball à Tokyo, Shaquille O'Neal visite un vieux dojo et se retrouve dans une autre dimension, devant aller sauver un jeune garçon d'une momie maléfique, Sett-Ra. O'Neal devra jouer de ses talents au combat pour affronter ses ennemis.

## Différence entre les versions

### Généralité
Il existe une importante différence entre les versions Super Nintendo et Mega Drive : La version Mega Drive propose un panel de 12 combattants, là où la version Super Nintendo en propose seulement 7. La version Amiga propose également 12 combattants, comme la version Mega Drive dont elle est un port direct.

### Personnages (SNES)
- Shaq
- Kaori
- Beast
- Mephis
- Sett Ra
- Voodoo
- Rajah

## Développement
Équipe
- Project Manager : Paul Cuisset
- Design Lead : Paul Cuisset
- Lead Programmer : Thierry Gaerthner
- Programmeur : Arnaud Carré
- Lead Graphic Artist : Thierry Levastre
- Graphic Artists : Valerie Amghar, Stéphane Aussel, Michèle Bacqué, Thierry Bansront, Grégory Beal, Eric Caron, Michaël Douaud, Laurent Dreno, Serge Fiedos, Hervé Gaerthner, Elie Jamaa, Frédéric Michel, Christophe Moyne, Olivier Nicolas, Fabrice Têté, Cécile Thomas, Jean-Marc Timert, Paul Tumelaire, Roman Vaidis
- Musique : Raphaël Gesqua
- Producteur assistant : Jeffrey Nicholas Brown

## Accueil
Le jeu a été développé par l'équipe précédemment responsable de l'un des jeux les plus acclamés au niveau critique : Flashback. Malgré cela, Shaq Fu a au contraire la réputation d'être l'un des plus mauvais jeux vidéo de tous les temps. On cite en particulier trois raisons : un système de combat qui marche mal, une intrigue courte et simpliste (Shaq se contente de voyager au hasard sur la carte en battant toutes les personnes qu'il croise jusqu’au boss final), illogique à certains moments (durant l'histoire, on combat littéralement l'enfant qu'on est censé sauver ainsi que son grand-père), avec des dialogues pas crédibles (voire insultants) et la présence de O'Neal dont on pense qu'il n'a été inséré dans le jeu que pour le rendre plus « vendeur ». Cela est aussi la même chose pour les pubs de Pepsi disséminées un peu partout dans le jeu. 
Dans le numéro de juin 2007 de Game Informer, Shaq Fu fut classé dixième parmi les « 10 pires idées de jeux à licence (de tous les temps) ». Le même mois, la série « Top 10 » de ScrewAttack le plaça premier parmi les 10 pires jeux de combat jamais sortis. Il fut classé quatrième dans le « Top 10 des meilleurs et pires jeux vidéo » sur GameTrailers.[réf. nécessaire]
Shaqfu.com est un site qui s'est dévoué à détruire toute copie de Shaq Fu, en achetant le jeu à quiconque le possède.

## Suite
Une suite, Shaq Fu: A Legend Reborn est sortie en 2018. Cette suite a aussi été vivement critiquée.

## Autour du jeu
Frédéric Molas a fait une vidéo sur ce jeu dans sa série Jeu en Vrac.